# Грба, Илай
Илай Грба (англ. Eli Grba, 9 августа 1934, Чикаго, Иллинойс — 14 января 2019, Флоренс, Алабама) — американский бейсболист, питчер. Выступал в Главной лиге бейсбола с 1959 по 1963 год. Первый стартовый питчер в истории клуба «Лос-Анджелес Энджелс».

## Биография

### Начало карьеры
Илай родился 9 августа 1934 года в Чикаго. Его отец бросил семью и он воспитывался матерью. Спортом он начал заниматься во время учёбы в школе имени Джеймса Боуэна на юге городе. Любимым видом спорта Илая в то время был баскетбол, в который он продолжил играть даже после начала профессиональной карьеры в бейсболе. Его игра за школьную команду и в летней любительской лиге привлекла внимание скаута «Бостона» Чака Кони и в 1952 году, после окончания учёбы, Грба подписал с «Ред Сокс» контракт.
Первой командой в его профессиональной карьере стали «Солсбери Рокотс» из Северной Каролины. В дебютном сезоне в 1952 году Илай вошёл в сборную звёзд лиги. Это достижение он повторил и на следующий год, выступая за команду из Корнинга в лиге Нью-Йорка и Пенсильвании. В 1956 году Грба выступал уже на три уровня выше — за Сан-Франциско Силс в Лиге тихоокеанского побережья. Главный тренер команды Эдди Джуст перевёл молодого Илая в буллпен, чтобы не вызывать недовольство питчеров-ветеранов. Сам Грба был недоволен этим решением, говоря что он привык проводить на поле по двести иннингов за сезон.

### Нью-Йорк Янкис
Весной 1957 года «Ред Сокс» обменяли Илая в «Нью-Йорк Янкис». Дебют за новый клуб, однако, не состоялся — Грба был призван в армию. Два года он провёл на военных базах в Форт-Джексон и Форт-Макферсон, играя за команды подразделений по бейсболу и баскетболу. Демобилизовался он весной 1959 года, после чего сразу направился в Сент-Питерсберг на предсезонные сборы «Янкис».
После сборов он был отправлен в AAA-лигу в «Ричмонд Виргинианс». Тренеры «Янкис» посчитали, что для выступлений в Главной лиге бейсбола Грба должен дополнить свои фастбол и керв третьей подачей. Некоторое время Илай работал над каттером под руководством Эдди Лопата. В основной состав ньюйоркцев он был переведён 10 июля, а восемью днями позже впервые сыграл за клуб в стартовом составе. В сезоне 1959 года Грба одержал две победы при пяти поражениях с пропускаемостью ERA 6,44.
Весной 1960 года Илай принял участие в сборах «Янкис», но после их завершения по решению главного тренера Кейси Стенгела был снова отправлен в «Ричмонд». Из девяти матчей в AAA-лиге он выиграл семь и в июле вернулся в состав. До конца сезона Грба чередовал выходы на поле стартовым питчером и реливером. Он также вошёл в заявку клуба на Мировую серию, но на поле появился только в шестой игре в качестве пинч-раннера. После завершения сезона клуб объявил, что Илай не войдёт в число «защищённых» игроков на предстоящем драфте расширения лиги.

### Лос-Анджелес Энджелс
В 1961 году в Главную лигу бейсбола вступало две новых команды и в декабре состоялся драфт расширения. Грба был выбран под общим первым номером, став первым игроком в истории клуба «Лос-Анджелес Энджелс». Весной он отправился на предсезонные сборы в Палм-Спрингс. Главный тренер команды Билл Ригни выставил Илая стартовым питчером на дебютную игру клуба, которая состоялась 11 апреля 1961 года в Балтиморе. Грба провёл полную игру, позволив соперникам выбить шесть хитов, «Энджелс» выиграли у «Ориолс» со счётом 7:2. Он же вывел команду и на первый в истории домашний матч 27 апреля.
За «Энджелс» Илай провёл два полных сезона в 1961 и 1962 годах. Он начал испытывать проблемы с алкоголем, которые влияли на эффективность игры и Ригни принял решение обменять питчера. После двух неудачных попыток, в 1963 году Грба был отправлен в «Гавайи Айлендерс». Годом позже Илай перешёл в «Торонто Мейпл Лифс», за которых сыграл в двадцати восьми матчах и вошёл в сборную звёзд Международной лиги. В младших лигах Грба выступал до 1967 года, завершив профессиональную карьеру из-за алкогольной зависимости. 

### После бейсбола
Завершив карьеру, Илай часто менял работу и много времени проводил в различных клиниках, но лечение не давало результата. В 1981 году он потерял сознание в своей комнате в реабилитационном центре в Эль-Монте. Только после этого случая Грба задумался об изменениях в своей жизни. 
В 1982 году его пригласили тренировать питчеров в клуб AAA-лиги «Ванкувер Канадиенс». Затем он работал в фарм-клубе «Энджелс» из Уотербери. В сезоне 1989 года Грба возглавлял Рино Сильвер Сокс, игравших в Калифорнийской лиге.
В 1990 году его бывший партнёр по «Янкис» Ли Томас, занимавший должность генерального менеджера «Филадельфии», пригласил Илая на пост главного тренера команды новичков «Принстон Пэтриотс». Проработав два года в этой должности, Грба перешёл в скаутскую службу «Филлис». Поиском игроков для клуба он занимался до 1997 года, после чего вышел на пенсию.
Илай Грба умер 14 января 2019 года в возрасте восьмидесяти четырёх лет от рака поджелудочной железы. 